# Berlin-Liga 2024/25
Die Saison 2024/25 war die 33. Spielzeit der Berlin-Liga der Herren und die siebzehnte als sechsthöchste Spielklasse im Fußball in Deutschland. Sie war die höchste Spielklasse des Berliner Fußball-Verbands.

## Teilnehmende Mannschaften
Diese 18 Mannschaften nahmen an der Berlin-Liga 2024/25 teil:
| Mannschaften der Berlin-Liga 2023/24 | Mannschaften der Berlin-Liga 2023/24 | Mannschaften der Berlin-Liga 2023/24 |
| ------------------------------------ | ------------------------------------ | ------------------------------------ |
| VSG Altglienicke II                  | Berlin Hilalspor                     | Berliner SC                          |
| SC Charlottenburg                    | SD Croatia Berlin                    | SV Empor Berlin                      |
| Frohnauer SC                         | TSV Mariendorf 1897                  | Füchse Berlin Reinickendorf          |
| FSV Spandauer Kickers                | Spandauer SC Teutonia                | SFC Stern 1900                       |
| Türkspor Berlin                      | 1. FC Wilmersdorf                    |                                      |

| ▲Aufsteiger aus der Landesliga 2023/24 | ▲Aufsteiger aus der Landesliga 2023/24 |
| Staffel 1                              | Staffel 2                              |
| -------------------------------------- | -------------------------------------- |
| SF Johannisthal                        | Blau-Weiß Hohen Neuendorf              |
| Fortuna Biesdorf                       | Polar Pinguin                          |

Keine Mannschaften kamen aus den Bezirken Lichtenberg, Mitte und Neukölln. Mit Blau-Weiß Hohen Neuendorf nahm erstmals eine Mannschaft aus dem Bundesland Brandenburg an der Berlin-Liga teil. Polar Pinguin, die 2014/15 noch in der Freizeitliga spielten, nahm ebenso zum ersten Mal an der Berlin-Liga teil. Durch die Auflösung von CFC Hertha 06 in der Vorsaison stiegen aus der Landesliga die Erst- und Zweitplatzierten beider Staffeln auf.

## Saisonverlauf
Der 1. Spieltag begann am 9. August 2024 mit der Begegnung Blau-Weiß Hohen Neuendorf gegen die Füchse Berlin (0:1). In der Startphase der Saison gelang es den Füchsen bereits sich am 9. Spieltag vom Verfolgerfeld mit vier Punkten Vorsprung abzusetzen, allerdings schlossen der SFC Stern 1900 und Croatia Berlin im Verlauf der Hinrunde auf und die Sterne, die die gesamte Hinrunde ungeschlagen blieben, übernahmen am 14. Spieltag die Tabellenführung. Herbstmeister wurde schließlich der SD Croatia. Am Tabellenende verlor Johannisthal früh den Anschluss und hatte am 9. Spieltag schon drei Punkte Rückstand auf den Vorletzten, Hilalspor, und sechs Punkte Abstand zum ersten Nichtabstiegsplatz. Als letzte Mannschaft brauchten die Johannisthaler bis zum 13. Spieltag, um ihren ersten Saisonsieg (2:0 gegen Hohen Neuendorf) zu erringen. Bis zum Ende der Hinrunde wechselten Johannisthal und Hilalspor, beide mit acht Punkten, die Plätze, sodass Hilalspor mit der Roten Laterne überwintern musste. Ebenfalls auf einem Abstiegsplatz beendete der SC Charlottenburg die erste Saisonhälfte.
Vom 16. Dezember 2024 bis zum 7. Februar 2025 fand die Winterpause statt. Mit dem 18. Spieltag musste nunmehr auch der SFC Stern 1900 die erste Saisonniederlage gegen die Spandauer Kickers (2:3) hinnehmen. Im Verlauf der Rückrunde konnte Croatia seine Spitzenposition verteidigen, allerdings wechselte das Verfolgerfeld. Während die Füchse weiter abfielen, wurde zwischenzeitlich der 1. FC Wilmersdorf zum ärgsten Konkurrenten für die Kroaten und erklomm am 27. Spieltag die Tabellenspitze. Nach dem 28. Spieltag stand Hilalspor als erster Absteiger fest und wurde zum Saisonende abgeschlagen Letzter. Das Rekordergebnis der Spielzeit erzielte am 29. Spieltag Empor Berlin, als sie mit 17:0 über Hilalspor siegten. Nach dem 31. Spieltag standen auch die SF Johannisthal und der SSC Teutonia als Absteiger in die Landesliga fest. Nach dem 32. Spieltag stand der SD Croatia Berlin als Meister und Aufsteiger fest. Der letzte Spieltag fand am 15. Juni 2025 statt. Die letzten nachzuholenden Begegnungen fanden am 22. Juni 2025 statt.

## Statistik

### Tabelle
| Pl.               | Verein                        | Sp. | S  | U  | N  | Tore    | Diff. | Punkte |
| ----------------- | ----------------------------- | --- | -- | -- | -- | ------- | ----- | ------ |
| 1.                | SD Croatia Berlin L           | 34  | 24 | 4  | 6  | 093:510 | +42   | 76     |
| 2.                | SFC Stern 1900 L              | 34  | 19 | 10 | 5  | 088:460 | +42   | 67     |
| 3.                | VSG Altglienicke II L         | 34  | 19 | 7  | 8  | 075:540 | +21   | 64     |
| 4.                | 1. FC Wilmersdorf L           | 34  | 19 | 6  | 9  | 086:420 | +44   | 63     |
| 5.                | Füchse Berlin Reinickendorf L | 34  | 17 | 9  | 8  | 073:420 | +31   | 60     |
| 6.                | Spandauer Kickers L           | 34  | 15 | 10 | 9  | 083:540 | +29   | 55     |
| 7.                | SV Empor Berlin               | 34  | 17 | 4  | 13 | 093:680 | +25   | 55     |
| 8.                | TSV Mariendorf 1897 1         | 34  | 15 | 10 | 9  | 076:570 | +19   | 55     |
| 9.                | Frohnauer SC                  | 34  | 15 | 4  | 15 | 079:720 | +7    | 49     |
| 10.               | Fortuna Biesdorf (N)          | 34  | 13 | 6  | 15 | 069:680 | +1    | 45     |
| 11.               | Berlin Türkspor               | 34  | 12 | 7  | 15 | 079:800 | −1    | 43     |
| 12.               | Berliner SC                   | 34  | 11 | 9  | 14 | 062:540 | +8    | 42     |
| 13.               | Polar Pinguin (N)             | 34  | 11 | 7  | 16 | 059:780 | −19   | 40     |
| 14.               | SC Charlottenburg             | 34  | 10 | 10 | 14 | 042:590 | −17   | 40     |
| 15.               | Blau-Weiß Hohen Neuendorf (N) | 34  | 11 | 5  | 18 | 042:710 | −29   | 38     |
| 16.               | Sportfreunde Johannisthal (N) | 34  | 9  | 3  | 22 | 045:870 | −42   | 30     |
| 17.               | Spandauer SC Teutonia         | 34  | 6  | 7  | 21 | 037:730 | −36   | 25     |
| 18.               | Hilalspor Berlin 1            | 34  | 2  | 4  | 28 | 037:162 | −125  | 10     |
| Stand: Saisonende |                               |     |    |    |    |         |       |        |

Platzierungskriterien: 1. Punkte – 2. Tordifferenz – 3. geschossene Tore

| (N) | Aufsteiger aus der Landesliga Berlin 2023/24 |

### Torschützenliste
|    | Spieler               | Verein            | Tore |
| -- | --------------------- | ----------------- | ---- |
| 1. | Quentin Paul Albrecht | SV Empor Berlin   | 28   |
| 2. | Süleyman Kapan        | Türkspor Berlin   | 24   |
| 3. | Okan Tastan           | Spandauer Kickers | 23   |
| 4. | Victor Sunday         | Türkspor Berlin   | 22   |
| 5. | Robin Thomala         | Spandauer Kickers | 21   |